# محمد ترائوره (بازیکن فوتبال، زاده ۱۹۸۸)
محمد ترائوره (انگلیسی: Mohamed Traoré؛ زادهٔ ۱۸ نوامبر ۱۹۸۸) بازیکن فوتبال اهل مالی است.
از باشگاه‌هایی که در آن بازی کرده است می‌توان به باشگاه فوتبال آفریقایی، باشگاه فوتبال المریخ، باشگاه فوتبال الهلال ام‌درمان، باشگاه فوتبال الهلال، باشگاه فوتبال سیون، باشگاه فوتبال النصر (بنغازی)، و باشگاه ورزشی اسماعیلی اشاره کرد.
وی همچنین در تیم ملی فوتبال مالی بازی کرده است.